# فيلهلم مونك نيلسن
فيلهلم مونك نيلسن (بالدنماركية: Vilhelm Munk Nielsen)‏ هو لاعب كرة قدم ومدرب كرة قدم دنماركي، ولد في 30 ديسمبر 1955 في الدنمارك في مملكة الدنمارك. شارك مع منتخب الدنمارك لكرة القدم. أما مع النوادي، فقد لعب مع نادي أودنسه.

## وصلات خارجية
- فيلهلم مونك نيلسن على موقع قاعدة بيانات كرة القدم.إي يو (الإنجليزية)
- فيلهلم مونك نيلسن على موقع ناشيونال فوتبول تيمز (الإنجليزية)